# NGC 5081
NGC 5081 (również PGC 46427 lub UGC 8366) – galaktyka spiralna z poprzeczką (SBb), znajdująca się w gwiazdozbiorze Warkocza Bereniki. Odkrył ją Heinrich Louis d’Arrest 19 kwietnia 1865 roku.